# G7-Gipfel in Lyon 1996
Der G7-Gipfel in Lyon 1996  war das 22. Gipfeltreffen der Regierungschefs der Gruppe der Sieben. Das Treffen fand unter dem Vorsitz des französischen Präsidenten Jacques Chirac vom 27. bis 29. Juni 1996 statt.

## Teilnehmer
| Deutschland            | Helmut Kohl       |
| Frankreich             | Jacques Chirac    |
| Italien                | Romano Prodi      |
| Japan                  | Ryūtarō Hashimoto |
| Kanada                 | Jean Chrétien     |
| Vereinigte Staaten     | Bill Clinton      |
| Vereinigtes Königreich | John Major        |
| Europäische Union      | Jacques Santer    |

| Russland                      | Wiktor Tschernomyrdin |
| Vereinte Nationen             | Boutros Boutros-Ghali |
| Weltbank                      | James Wolfensohn      |
| Internationaler Währungsfonds | Michel Camdessus      |